# 한상진 (배우)
한상진(1978년 1월 17일 1977년 음력 12월 9일~ )은 제이플렉스 소속이며 대한민국의 배우다.

## 생애
1995년부터 연기를 시작해 서울예술대학에 재학 중이던 1997년 잠뱅이의 모델로 발탁되었다. 2000년 SBS 톱 탤런트 선발 대회에서 본상을 수상하며 SBS 공채 9기 탤런트가 되었으며. 이후 SBS 《온리 유》, 《백만장자와 결혼하기》등 여러편의 드라마에 꾸준히 출연했으나 큰 주목을 받지 못했다.
오랜 무명 생활을 거쳐 2007년부터 본격적으로 주목받기 시작했다. MBC 드라마 《하얀거탑》에서 장준혁(김명민)의 오른팔인 박건하 역할, 《이산》에서 조선 정조대의 권세가인 홍국영 역할을 잇따라 맡으며 주목받았다. 이로 인하여 데뷔 10년여 만인 2007 MBC 연기대상에서 신인상을 수상하였다. 이후 《솔약국집 아들들》, 《천사의 유혹》, 《결혼해주세요》등 이어서 출연한 드라마들이 모두 성공했고, 2011년 《뿌리깊은 나무》에선 밀본의 조직원이자 이후 밀본의 수장이 되는 심종수 역할을 맡았다. 《이산》에서 이병훈 PD와 맺은 인연으로 2012년 드라마 《마의》에선 현종을 맡아 열연했다. 2019년 2월 11일에 첫 방송된 새 월화드라마 《해치》에서 위병주 역으로 출연했다. 2019년 7월 29일에 《검법남녀 2》 후속 드라마인 새 월화드라마 《웰컴 2 라이프》에 강윤기 역으로 출연했다.
2020년 1학기부터 모교인 서울예술대학에서 연기실습 강의를 하고 있다.
2004년에 농구선수 박정은과 결혼했다.

## 학력
- 신용산초등학교 졸업(1990년)
- 용강중학교 졸업(1993년)
- 중경고등학교 졸업(1996년)
- 서울예술전문대학 방송연예과 졸업(2001년)

## 출연작

### 드라마
| 연도 | 방송            | 제목                                | 역할                          | 비고     |
| ---- | --------------- | ----------------------------------- | ----------------------------- | -------- |
| 2000 | SBS             | 카이스트                            | 서동식                        |          |
| 2000 | SBS             | 당신은 누구시길래                   | 김기배                        |          |
| 2001 | SBS             | 그래도 사랑해                       | 장비서                        |          |
| 2001 | SBS             | 화려한 시절                         | 박태범                        |          |
| 2004 | SBS             | 발리에서 생긴 일                    | 팍스랜드 직원                 |          |
| 2004 | SBS             | 청혼                                | 승욱                          |          |
| 2005 | SBS             | 온리 유                             |                               |          |
| 2005 | SBS             | 백만장자와 결혼하기                 | 나상수                        |          |
| 2007 | MBC             | 하얀거탑                            | 박건하                        |          |
| 2007 | MBC             | 이산                                | 홍국영                        |          |
| 2009 | KBS2            | 솔약국집 아들들                     | 송선풍                        |          |
| 2009 | SBS             | 천사의 유혹                         | 신현우                        |          |
| 2010 | KBS2            | 결혼해주세요                        | 한경훈                        |          |
| 2011 | SBS             | 뿌리깊은 나무                       | 심종수                        |          |
| 2012 | MBC             | 마의                                | 현종                          |          |
| 2013 | SBS             | 출생의 비밀                         | 최기태                        |          |
| 2013 | MBC             | 드라마 페스티벌 - 이상 그 이상      | 재문                          |          |
| 2014 | KBS2            | 빅맨                                | 도상호                        |          |
| 2014 | SBS             | 미녀의 탄생                         | 한민혁                        |          |
| 2015 | SBS             | 하이드 지킬, 나                     | 류승연                        |          |
| 2015 | SBS             | 나의 판타스틱한 장례식              | 박건하                        |          |
| 2015 | SBS             | 육룡이 나르샤                       | 적룡스님                      |          |
| 2016 | 네이버TV        | 저스티스팀: 범죄피해자를 구하라     | 강민혁                        |          |
| 2017 | tvN             | 써클: 이어진 두 세계                | 박동건 / 휴먼비 회장          |          |
| 2018 | KBS2            | 인형의 집                           | 장명환                        |          |
| 2018 | MBC             | 데릴남편 오작두                     | 방용민                        |          |
| 2019 | SBS             | 해치                                | 위병주                        |          |
| 2019 | 옥수수          | 너 미워! 줄리엣                     | 송시경                        |          |
| 2019 | SBS             | 녹두꽃                              | 전봉준과 민란을 일으키는 남자 | 특별출연 |
| 2019 | MBC             | 웰컴2라이프                         | 강윤기                        |          |
| 2020 | KBS2            | KBS 드라마 스페셜 - 나의 가해자에게 | 수학교사                      |          |
| 2021 | KBS1            | 국가대표 와이프                     | 강남구                        |          |
| 2021 | SBS             | 홍천기                              | 하성진                        | 특별출연 |
| 2024 | 디즈니+         | 로얄로더                            | 강인주                        |          |
| 2024 | ENA             | 야한(夜限) 사진관                   | 김 과장                       |          |
| 2024 | MBN             | 나쁜 기억 지우개                    | 홍준만                        |          |
| 2024 | SBS             | 지옥에서 온 판사                    | 주형석                        |          |
| 2025 | 일더하기 이야기 | 멘탈워리어                          |                               | 웹드라마 |

### 영화
| 연도 | 제목                         | 역할                    | 비고     |
| ---- | ---------------------------- | ----------------------- | -------- |
| 2006 | 내 생애 가장 아름다운 일주일 | 막내 형사               |          |
| 2010 | 페스티발                     | 택배기사                | 특별출연 |
| 2011 | 마마                         | 승철의 라이벌 조직 보스 | 우정출연 |
| 2012 | 자칼이 온다                  | 신팀장                  |          |
| 2014 | 반짝반짝 두근두근            | 윤                      |          |
| 2018 | 나인데이즈                   | 김태석                  |          |
| 2019 | 북성로 히어로                | 우철수                  | 연출     |
| 2025 | 써니데이                     | 하석진                  |          |

### 연극
- 2002년 《리어왕》
- 2003년 《오셀로》

### 뮤직비디오
- 2007년 아일리 - 사랑이 사랑을

### 텔레비전 프로그램
| 연도 | 방송사     | 제목                             | 역할 | 비고 |
| ---- | ---------- | -------------------------------- | ---- | ---- |
| 2010 | MBC        | 일요일 일요일 밤에 뜨거운 형제들 | MC   |      |
| 2015 | MBC        | 일밤 진짜사나이2                 | 고정 |      |
| 2015 | OCN Movies | 나도 영화감독이다                | MC   |      |
| 2016 | tvN        | 렛츠고 시간탐험대 시즌 3         | MC   |      |
| 2017 | 채널A      | 사심충만 오!쾌남                 | MC   |      |

### 웹예능
| 연도 | 방송사 | 제목   | 역할   | 비고 |
| ---- | ------ | ------ | ------ | ---- |
| 2025 | 유튜브 | 핑계고 | 게스트 |      |

### 라디오 프로그램
- 2016년 EBS FM 《EBS 책 읽는 라디오 낭독 시리즈》
- 2019년 KBS 쿨FM 《미스터 라디오》

## 수상 및 후보
| 연도 | 시상식                       | 부문                           | 작품            | 결과 |
| ---- | ---------------------------- | ------------------------------ | --------------- | ---- |
| 2007 | MBC 연기대상                 | 남자 신인연기상                | 이산            | 수상 |
| 2008 | 제44회 백상예술대상          | TV부문 남자 신인연기상         | 이산            | 후보 |
| 2009 | KBS 연기대상                 | 남자 조연상                    | 솔약국집 아들들 | 후보 |
| 2012 | MBC 연기대상                 | 특별기획부문 남자 우수연기상   | 마의            | 후보 |
| 2014 | SBS 연기대상                 | 중편드라마부문 남자 특별연기상 | 미녀의 탄생     | 후보 |
| 2018 | 제26회 대한민국 문화연예대상 | 드라마부문 남자 우수연기상     | 인형의 집       | 수상 |
| 2018 | KBS 연기대상                 | 일일극부문 남자 우수연기상     | 인형의 집       | 후보 |
| 2019 | 제5회 대구 청년 영화제       | 영 이노베이션상                | 빈칸            | 수상 |
| 2021 | KBS 연기대상                 | 일일드라마부문 남자 우수연기상 | 국가대표 와이프 | 후보 |
| 2022 | 제8회 에이판 스타 어워즈     | 연속극부문 남자 우수 연기상    | 국가대표 와이프 | 수상 |
| 2024 | 제32회 그리메상              | 특별상                         | 빈칸            | 수상 |

## 가족 관계
- 배우자: 박정은 (1977년 1월 14일 ~ )
- 아버지: 한순철 (1952년 ~ 2024년 4월 13일) - 수산음료 대표, 제8·9·10대 한국샘물협회 前 회장
- 어머니: 김명옥
- 이모: 김화선, 현미
- 사촌 누나: 노사봉, 노사연
- 큰아버지: 한평철 (1946년 ~ ) - 전 삼일회계법인 대표, 현 캐슬크릭C.C 대표
- 작은아버지: 한덕철 (1959년 ~ ) - 전 삼일회계법인 부대표
- 작은아버지: 한인철 (1962년 ~ ) - 전 삼성 SDS 전무, 전 에스코어 대표